# 4405 Otava
A 4405 Otava (ideiglenes jelöléssel 1987 QD1) egy kisbolygó a Naprendszerben. Antonín Mrkos fedezte fel 1987. augusztus 21-én.